# خدمة المخابرات الخارجية في جمهورية أذربيجان
خدمة المخابرات الخارجية في جمهورية أذربيجان (بالأذرية: Azərbaycan Respublikasının Xarici Kəşfiyyat Xidməti) هي وكالة المخابرات الخارجية في جمهورية أذربيجان. رئيس الخدمة هو أورخان سولتانوف.

## تاريخها

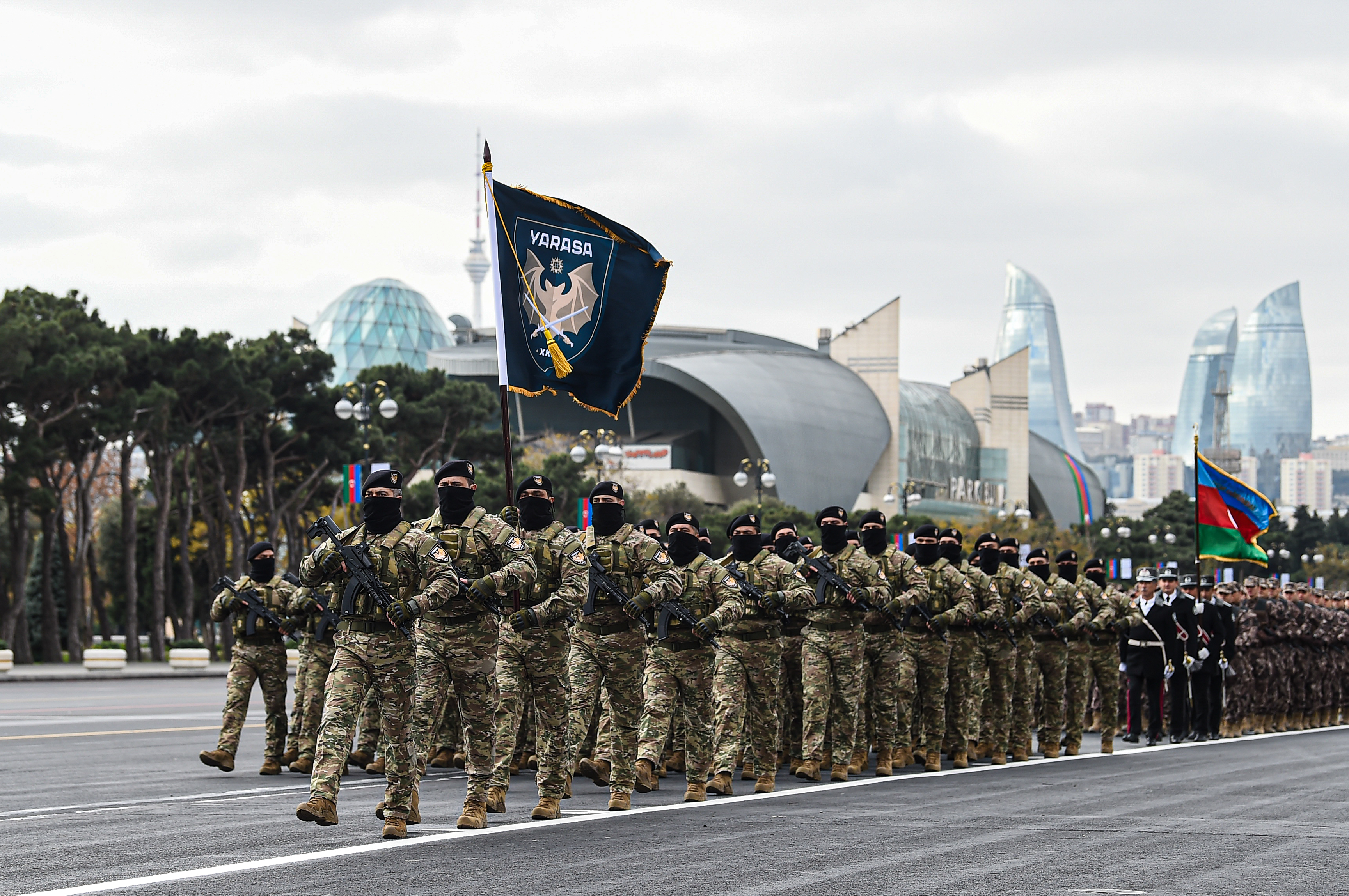
جنود من القوات الخاصة "ياراسا" التابعة لجهاز المخابرات الأجنبية الأذربيجانية في عرض النصر في باكو

هي هيئة حكومية خاصة أنشئت على أساس وزارة الأمن الوطني في جمهورية أذربيجان بموجب مرسوم رئيس جمهورية أذربيجان في14 ديسمبر، عام 2015. 
تعمل خدمة المخابرات الخارجية اجراءات تشغيلية من أجل توفير أمن الدولة في الدوائر السياسية، في سلطاتهم الخاصة، في اراضيها الدول الأجنبية.
غرضها الرئيسي منع هذه وغيرها من الخطوات التي يمكن أن تشكل تهديدا لأمن الدولة، خارج الدولة و في الأماكن التي تخطيطها وإعدادها.